# Skrattgropar

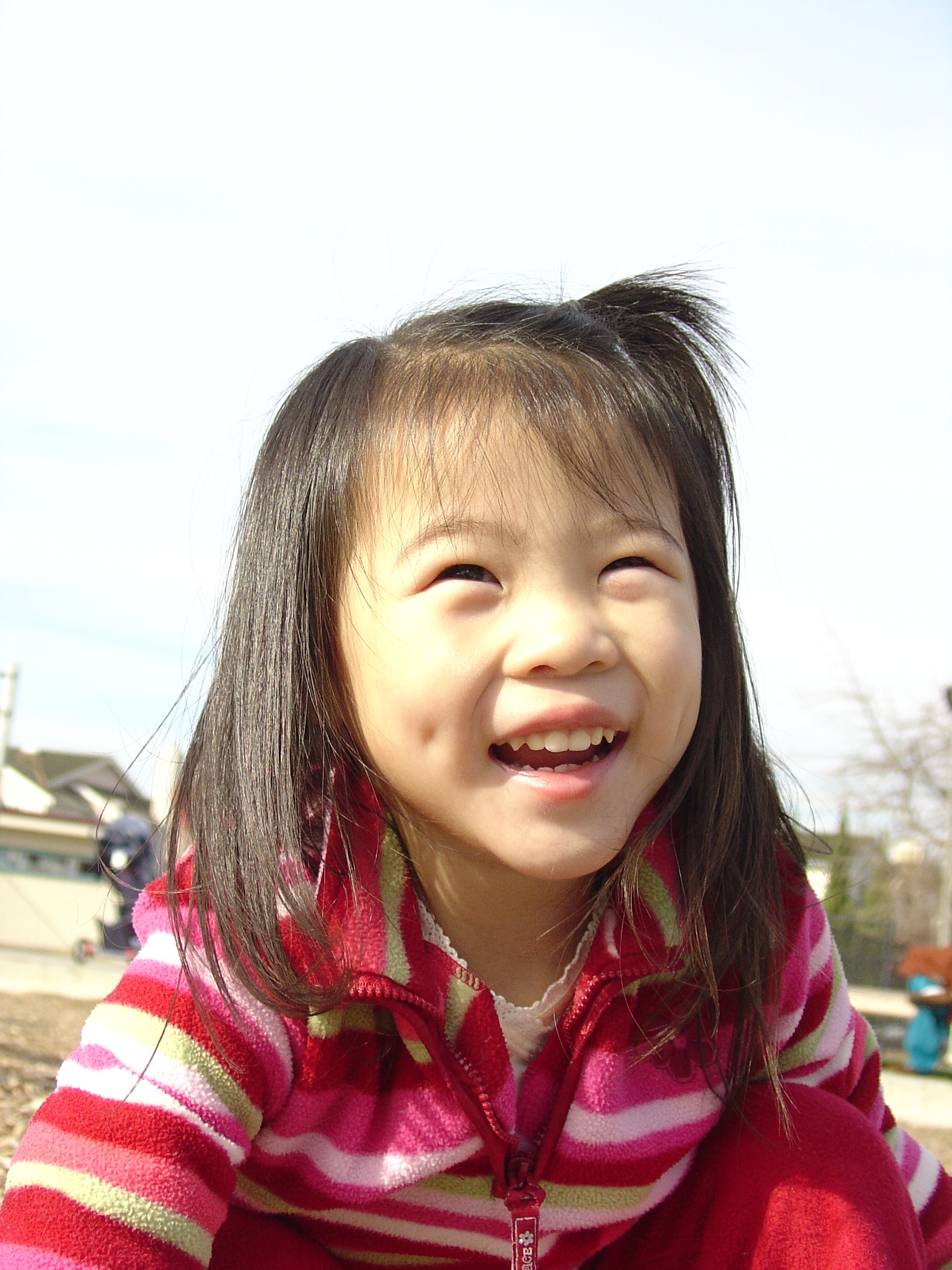
Liten flicka med tydliga skrattgropar.

Skrattgropar eller smilgropar kallas de små gropar i kinderna som syns hos en del personer när de ler eller skrattar. Mer sällan har personer med det dominanta anlaget för skrattgropar en grop bara i ena kinden.
Små barn kan ha skrattgropar som växer bort när barnet blir äldre, vilket kan vara en förklaring utöver den att skrattgropar syns just vid leenden eller skratt till att skrattgropar i många kulturer ses som något positivt.